# Bourreria orbicularis
Bourreria orbicularis là loài thực vật có hoa trong họ Mồ hôi. Loài này được (Hutch. & E.A.Bruce) Thulin mô tả khoa học đầu tiên năm 1987.